# 豊田市旭高原自然活用村
豊田市旭高原自然活用村（とよたしあさひこうげんしぜんかつようむら）は、愛知県豊田市旭八幡町にあるキャンプ場、ロッジ、バーベキュー場、雪そりゲレンデ、ふれあい動物園などが集約された施設。通称の旭高原元気村で知られる。標高650メートルの愛知高原国定公園内の市有地にある。

## 沿革
1954年7月、愛知県東加茂郡旭村は村営の牧場である「八幡牧場」を開設。1967年4月1日、旭村は町制を施行し旭町となる。1973年、旭町は施設名称を「旭高原自然児童遊園」に変更。
1982年、旭町は国や県の補助を受けて、同遊園を、自然体験を目的としたキャンプ場や運動場、体験宿泊施設として整備。「旭高原自然活用村」を開設した。このとき「旭高原元気村」という通称が付けられた。
1994年、冬場の閑散期対策として、人工降雪機と天文台を設置。2006年には人工造雪装置も導入し、以降、雪そりゲレンデが親子連れの冬季の人気スポットとなった。
2005年4月1日、旭町・藤岡町・足助町・稲武町・小原村・下山村の4町2村が豊田市へ編入合併され、旭町は廃止された。これに伴い、現在の施設名称に変更した。運営組織も、財団法人旭高原自然活用村協会から財団法人豊田市旭高原自然活用村協会に変更された。
2011年10月、株式会社旭高原が設立。2012年4月1日、同社が指定管理者となり、事業が引き継がれた。
2022年、豊田市は既存のバンガローを撤去し、テントベースになる板張りのキャンプデッキ9基を設置した。事業費は、道路整備なども含めて9千万円。同年11月10日～13日に開かれた世界ラリー選手権日本大会「ラリージャパン2022」の観客用宿泊施設として先行利用された。
夏場は、隣接する「愛知県旭高原自然の家」（豊田市小滝野町）と連携しながら体験や宿泊の利用者の増加が図られている。

## 交通アクセス
- 東海環状自動車道「豊田勘八IC」より約45分
- 猿投グリーンロード「力石IC」より約40分